# Красавчик Браммел
«Красавчик Браммел» (англ. Beau Brummel) — американская историческая мелодрама 1924 года режиссёра Гарри Бомонта.

## Сюжет
Джордж Браммел, капитан гусарского полка, влюблён в Марджери, которая по принуждению семьи выходит замуж за лорда Альвенли. По воле случая Браммелу удается заслужить расположение принца Уэльского. Он уходит из армии, становится близким другом принца и непререкаемым авторитетом в области моды и светских манер. Поссорившись позднее с принцем, покинутый всеми, кроме верного слуги Мортимера, Браммел бежит от кредиторов в Кале.

## В ролях
- Джон Берримор — Гордон Брион Браммел
- Мэри Астор — леди Марджери Алвенли
- Виллард Луис — принц Уэльский— Джордж, принц Уэльский
- Кармел Майерс — леди Хестер Стангопей
- Айрин Рич — Фредерика Шарлотта, герцогиня Йоркская
- Алек Б. Фрэнсис — Мортимер
- Уильям Хамфри — лорд Алвенли
- Ричард Такер — лорд Стангопей
- Джордж Беранджер — лорд Байрон